# Шарбане
Шарбане је насеље у Србији у општини Уб у Колубарском округу. Према попису из 2022. било је 378 становника.

## Демографија
У насељу Шарбане живи 465 пунолетних становника, а просечна старост становништва износи 46,6 година (45,4 код мушкараца и 47,8 код жена). У насељу има 197 домаћинстава, а просечан број чланова по домаћинству је 2,77.
Ово насеље је великим делом насељено Србима (према попису из 2002. године), а у последња три пописа, примећен је пад у броју становника.
|  |

| Демографија | Демографија | Демографија |
| Година      | Становника  | Становника  |
| ----------- | ----------- | ----------- |
| 1948.       | 973         |             |
| 1953.       | 1.027       |             |
| 1961.       | 1.025       |             |
| 1971.       | 961         |             |
| 1981.       | 809         |             |
| 1991.       | 650         | 643         |
| 2002.       | 545         | 557         |

| Етнички састав према попису из 2002.‍ | Етнички састав према попису из 2002.‍ | Етнички састав према попису из 2002.‍ | Етнички састав према попису из 2002.‍ | Етнички састав према попису из 2002.‍ |
| ------------------------------------ | ------------------------------------ | ------------------------------------ | ------------------------------------ | ------------------------------------ |
|                                      |                                      |                                      |                                      |                                      |
| Срби                                 | Срби                                 |                                      | 516                                  | 94,67%                               |
| Роми                                 | Роми                                 |                                      | 9                                    | 1,65%                                |
| Црногорци                            | Црногорци                            |                                      | 1                                    | 0,18%                                |
| непознато                            | непознато                            |                                      | 19                                   | 3,48%                                |

| Година пописа     | 1948. | 1953. | 1961. | 1971. | 1981. | 1991. | 2002. |
| ----------------- | ----- | ----- | ----- | ----- | ----- | ----- | ----- |
| Број домаћинстава | 182   | 208   | 240   | 228   | 228   | 216   | 197   |

| Број чланова      | 1  | 2  | 3  | 4  | 5  | 6  | 7 | 8 | 9 | 10 и више | Просек |
| ----------------- | -- | -- | -- | -- | -- | -- | - | - | - | --------- | ------ |
| Број домаћинстава | 56 | 55 | 27 | 21 | 21 | 13 | 1 | 3 | 0 | 0         | 2,77   |

| Пол    | Укупно | Неожењен/Неудата | Ожењен/Удата | Удовац/Удовица | Разведен/Разведена | Непознато |
| ------ | ------ | ---------------- | ------------ | -------------- | ------------------ | --------- |
| Мушки  | 242    | 71               | 148          | 18             | 5                  | 0         |
| Женски | 238    | 26               | 151          | 56             | 5                  | 0         |
| УКУПНО | 480    | 97               | 299          | 74             | 10                 | 0         |

| Пол    | Укупно                    | Пољопривреда, лов и шумарство | Рибарство                            | Вађење руде и камена | Прерађивачка индустрија       |
| ------ | ------------------------- | ----------------------------- | ------------------------------------ | -------------------- | ----------------------------- |
| Мушки  | 179                       | 109                           | 0                                    | 8                    | 32                            |
| Женски | 130                       | 107                           | 0                                    | 0                    | 8                             |
| УКУПНО | 309                       | 216                           | 0                                    | 8                    | 40                            |
| Пол    | Производња и снабдевање   | Грађевинарство                | Трговина                             | Хотели и ресторани   | Саобраћај, складиштење и везе |
| Мушки  | 2                         | 4                             | 11                                   | 3                    | 4                             |
| Женски | 0                         | 0                             | 4                                    | 4                    | 0                             |
| УКУПНО | 2                         | 4                             | 15                                   | 7                    | 4                             |
| Пол    | Финансијско посредовање   | Некретнине                    | Државна управа и одбрана             | Образовање           | Здравствени и социјални рад   |
| Мушки  | 0                         | 1                             | 4                                    | 0                    | 0                             |
| Женски | 0                         | 1                             | 0                                    | 5                    | 1                             |
| УКУПНО | 0                         | 2                             | 4                                    | 5                    | 1                             |
| Пол    | Остале услужне активности | Приватна домаћинства          | Екстериторијалне организације и тела | Непознато            | Непознато                     |
| Мушки  | 0                         | 0                             | 0                                    | 1                    | 1                             |
| Женски | 0                         | 0                             | 0                                    | 0                    | 0                             |
| УКУПНО | 0                         | 0                             | 0                                    | 1                    | 1                             |